# Standardy minimum Lamfalussy'ego
Standardy minimum Lamfalussy’ego – międzynarodowe porozumienia przyjęte przez banki centralne niektórych krajów europejskich, mające stać się narzędziem walki z defraudacjami. Pozwalają one bankom centralnym odmówić dostępu do państwowego systemu płatności tym prywatnym podmiotom finansowym krajowym i zagranicznym, które nie chciałyby dostosować się do przepisów krajowych, np. odmawiających płacenia podatku Tobina.
Źródło:  www.attac.org.pl